# آریگو ساکی
آریگو ساکی (به ایتالیایی: Arrigo Sacchi) (زادهٔ ۱ آوریل ۱۹۴۶) سرمربی پیشین فوتبال اهل ایتالیا است. او در دو دوره هدایت میلان را بر عهده داشت (۹۱–۱۹۸۷، ۹۷–۱۹۹۶) و موفقیت‌های بزرگی را به دست آورد؛ او از جمله مربیانی بود که هیچگاه بازیکن حرفه ای نبودند .او در نخستین فصل حضور خود موفق به قهرمانی در سری آ فصل ۸۸–۱۹۸۷ شد و پس از آن با کسب دو عنوان قهرمانی پیاپی در جام باشگاه‌های اروپا فصل ۱۹۸۹ و ۱۹۹۰، بر فوتبال اروپا حاکم شد. بین سال‌های ۱۹۹۱ تا ۱۹۹۶، او سرمربی تیم ملی ایتالیا بود و آن‌ها را به فینال جام جهانی فوتبال ۱۹۹۴ رساند اما در ضربات پنالتی مقابل برزیل شکست خورد و از قهرمانی بازماند.
ساکی به عنوان یکی از بهترین مربیان تاریخ فوتبال و میلان تحت هدایت او (۹۱–۱۹۸۷) به عنوان یکی از بهترین تیم‌های تاریخ فوتبال شناخته می‌شوند؛ حتی برخی آن را بهترین تیم تاریخ فوتبال می‌دانند.
ساکی هرگز یک بازیکن حرفه‌ای فوتبال نبود و برای سال‌ها، شغل او فروشنده کفش بود. همین موضوع منجر به نقل قول معروف وی شد که در پاسخ به کسانی که صلاحیت وی را زیر سؤال می‌بردند گفت: «من هرگز نمی‌دانستم که برای تبدیل شدن به یک سوارکار حرفه‌ای، اول باید یک اسب بود!» از دیگر نقل قول‌های معروف ساکی می‌توان به «فوتبال مهم‌ترین موضوع کم‌اهمیت زندگی است.» اشاره کرد.

## زندگی‌نامه
اولین حضور او در میدان‌ها فوتبال به عنوان مربی در سال ۱۹۸۲ در تیم ریمینی کالچو از سری سی باشگاه‌های ایتالیا بود. او تیم را به سری بی رساند و وقتی توانست در فصل ۱۹۸۷–۱۹۸۶ در جام حذفی، تیم پرقدرت و پرآوازه میلان را شکست دهد، توجهات را به سوی خود جلب کرد. بعد از آن، سیلویو برلوسکونی، رئیس باشگاه میلان، وی را به استخدام این تیم درآورد. بدین ترتیب تاریخ موفقیت‌آمیز منحصربه‌فردی آغاز شد.
ساکی تیمی با سبک بازی هجومی تشکیل داد که در فوتبال سری آ ایتالیا کمتر دیده شده بود. با فرانکو بارزی، کاپیتان و سازمان‌دهنده خط دفاع، پائولو مالدینی، مدافع کناری جوانی که رو به جلو بازی می‌کرد، مثلث هلندی فرانک ریکارد، رود گولیت و مارکو فان باستن توانست در همان سال ۱۹۸۸ قهرمانی در سری آ ایتالیا را برای هواداران میلان به ارمغان آورد. یک سال بعد قهرمان جام باشگاه‌های اروپا شده و سال بعد نیز موفق به دفاع از این عنوان شدند.
علاوه بر این‌ها، میلان با ساکی توانست در سال‌های ۱۹۸۹ و ۱۹۹۰ به قهرمانی در جام باشگاه‌های جهان و نیز قهرمانی سوپر جام اروپا برسد. در این زمان از ساکی به عنوان مدرن‌ترین مربی ایتالیا تجلیل شد.
این موفقیت‌ها سبب شد تا ساکی در سال ۱۹۹۱ به عنوان سرمربی تیم ملی فوتبال ایتالیا معرفی شود، تیمی که در بحران قرار داشت و و نتوانسته بود به جام ملت‌های ۱۹۹۲ اروپا که در سوئد برگزار می‌شد، راه پیدا کند. ساکی با ستاره‌های میلان تیمی تهاجمی ساخت که البته به دلیل نبودن ستاره‌های هلندی در آن، تیمی که کاملاً دلخواه او بود، شکل نگرفت. با این وجود ایتالیا با رهبری وی موفق شد به مسابقات جام جهانی سال ۱۹۹۴ در آمریکا صعود کند. اما این جام با یک نتیجه یاس‌آور آغاز شد.
ایتالیا در مقابل ایرلند با یک گل شکست خورد. این جام برای تیم ملی ایتالیا بسیار سخت و آزاردهنده بود، اما به لطف گل‌های روبرتو باجو، توانستند تا فینال پیش بروند. در دیدار فینال که در مقابل برزیل انجام می‌شد، ایتالیا با همان شیوه قدیمی دفاعی به میدان آمد و بازی در وقت قانونی بدون گل مساوی به پایان رسید تا ضربات پنالتی تکلیف قهرمان را مشخص کند. در این‌جا بود که فرانکو بارزی و روبرتو باجو، ستاره‌ها و قهرمانان تیم، پنالتی خود را به هدر دادند تا تیم ملی برزیل برای چهارمین مرتبه جام قهرمانی جهان را به چنگ آورد.
دو سال بعد، در جام ملت‌های اروپای سال ۱۹۹۶، تیم ملی ایتالیا نه تنها با انجام بازی‌های نه‌چندان زیبا و جذاب، هوادارانش را مأیوس کرد، بلکه این تیم در مرحله مقدماتی نیز از دور رقابت‌ها حذف شد.
بعد از این ناکامی، چزاره مالدینی جانشین آریگو ساکی شد و وی به مربیگری در سطح باشگاهی بازگشت. اما در تیم‌های آتلتیکو مادرید و پارما نتوانست موفقیت‌هایی که قبلاً با میلان به دست آورده بود را تکرار کند.
ساکی از ۲۱ دسامبر سال ۲۰۰۴ مدیر ورزشی باشگاه رئال مادرید شد. وی در ۶ دسامبر سال ۲۰۰۵ اعلام کرد که در پایان سال از دنیای فوتبال کناره‌گیری می‌کند.

## افتخارات

### مربی
پارما
- سری سی: ۸۶–۱۹۸۵

آ. ث. میلان
- سری آ: ۸۸–۱۹۸۷
- سوپر جام ایتالیا: ۱۹۸۸
- جام باشگاه‌های اروپا (۲): ۸۹–۱۹۸۸، ۹۰–۱۹۸۹
- سوپرجام اروپا (۲): ۱۹۸۹، ۱۹۹۰
- جام بین قاره‌ای (۲): ۱۹۸۹، ۱۹۹۰
- جام حذفی ایتالیا، نایب قهرمان: ۹۰–۱۹۸۹

ایتالیا
- جام جهانی، نایب قهرمان: ۱۹۹۴

### جوایز شخصی
- مربی سال فوتبال ایتالیا: ۱۹۸۸، ۱۹۸۹
- سومین مربی برتر تاریخ به انتخاب فرانس فوتبال: ۲۰۱۹
- ششمین مربی برتر تاریخ به انتخاب مجله ورلد ساکر: ۲۰۱۳
- ششمین مربی برتر تاریخ به انتخاب ای‌اس‌پی‌ان: ۲۰۱۳
- مربی سال فوتبال اروپا (جایزه سپ هربرگر): ۱۹۸۹
- مربی فصل فوتبال اروپا: ۹۰–۱۹۸۹
- تالار مشاهیر فوتبال ایتالیا: ۲۰۱۱